# Shadow Zone (Axel Rudi Pell)
Shadow Zone è il nono album della band del chitarrista heavy metal Axel Rudi Pell, pubblicato nel 2002 dalla SPV Records.

## Tracce
1. "The Curse of the Chains" (Intro)
2. "Edge of the World"
3. "Coming Home"
4. "Live for the King"
5. "All the Rest of My Life"
6. "Follow the Sign"
7. "Time of the Truth"
8. "Heartbreaker"
9. "Saint of Fools"
10. "Under the Gun"

## Formazione
- Axel Rudi Pell (chitarra)
- Johnny Gioeli (voce)
- Ferdy Doernberg (tastiere)
- Volker Krawczak (basso)
- Mike Terrana (batteria)